# Битва при Гімері
Битва при Гімері — битва між греками (союз Сіракуз і Агрігента) і карфагенянами за контроль над Сицилією, що відбулася в 480 до н. е.. Карфагенську армію було розбито, а карфагенські колонії на Сицилії заплатили грекам великий викуп. На думку ряду істориків, битва при Гімері була спробою відкрити другий фронт греко-перської війни.

## Передісторія
Фінікійці засновували торгові пости на узбережжі Сицилії після 900 року до н. е., займаючись торгівлею з елімами, сиканами та сикулами. Але після прибуття грецьких колоністів у 750 році до н. е. ці пости були захоплені Мотією, Панормом та Солусонтом. Ці міста були приєднані до карфагенських земель після 540 до н. е.
Місто Гімера колись просило Фаларида, тирана Агрігента (570—554 роки до н. е.), взяти владу над ним. Ферон підтримав Фаларида, коли той скинув Терила, і приєднав місто. Терил, який прийшов свого часу до влади після повалення правлячих олігархів, відчував брак суспільної підтримки. Тому він звернувся за допомогою до Гамількара, суффета Карфагена. Після 3-річної затримки, 480 року до н. е., прибула карфагенська експедиція, що збіглася за часом з вторгненням Ксеркса до Греції.
Карфагенський флот, що супроводжувався 60 тріремами, приплив до Панорму. Гамількар вирішив спочатку відновити владу Фаларида і лише потім розпочати завоювання Сицилії.
Карфагеняни розташувалися двома таборами біля Гімери. Стоянка флоту розташувалася північніше міста, наземні війська перебували з півдня. Невідомо, чи хотів Гамількар розпочати облогу чи вирішити все генеральною битвою.
Місто не було повністю блоковане — східний та південний напрямки були вільні.
Гамількар брав участь у розвідці та переміг греків у генеральній битві біля Гімери. Ферон надіслав повідомлення про своє положення Гелону, який прибув з армією і розташувався біля річки. Його кінноті вдалося захопити багатьох фуражірів Гамількара.

## Склад армій

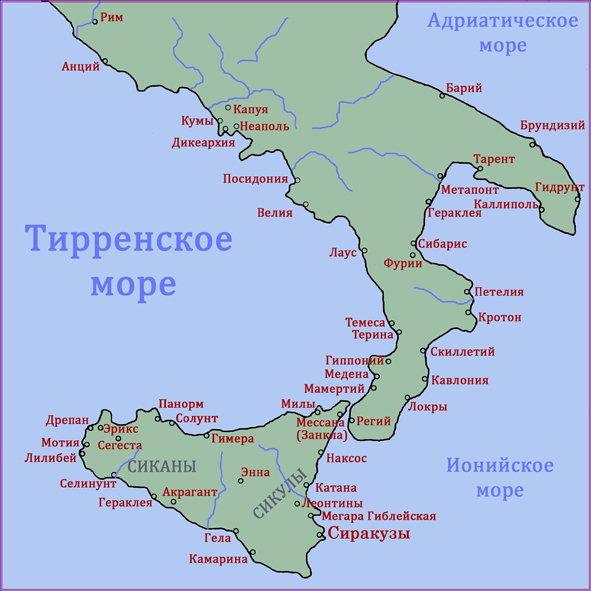
Карта Сицилії та Південної Італії

### Карфагенські війська
Основну частину армії складали африканські підрозділи. Тяжка піхота боролася в щільній фаланзі, озброєна важкими метальними списами, довгими щитами і короткими мечами, із захисного озброєння маючи шоломи та лляні панцирі. Сардинська і галльська піхота були екіпіровані власною зброєю, але часто коштом Карфагена. Легка лівійська піхота мала на озброєнні списи та маленькі щити, як і легка іберійська піхота.
Лівійці та карфагенські громадяни забезпечували дисципліновану кінноту, озброєну списами та круглими щитами.

### Греко-сицилійські війська
Гелон і Ферон мали загартовану в боях армію. Крім громадян колоній вона включала грецьких та сицилійських найманців. Гелон отримав кошти фінансування військових дій від своїх громадян, що вказувало на серйозність ситуації. Основу армії становили наймані гопліти із Сицилії, Італії та материкової Греції. Деякі з громадян служили пельтастами, тоді як багатші сформували кінноту.

## Хід битви
Геродот і Діодор Сицилійський дали власні описи битви при Гімері, які сильно відрізняються один від одного.

### Версія Геродота
Грецька і карфагенська армія боролися від світанку до заходу сонця, тоді як Гамількар стежив за сутичкою зі свого табору, приносячи фінікійському богу Баалу жертви на величезному багатті. Коли карфагенська армія була розбита, полководець стрибнув у жертовний вогонь. Геродот зазначає, що за сицилійською традицією вважалося, що битва пройшла в один день з битвою при Саламіні.

### Версія Діодора
Напади грецької кінноти на карфагенських фуражиров змусили Гамількара відправити листа в Селінунт із проханням відправити кінноту до Гімери до дати приношення жертв грецькому божеству Посейдону. Лист був перехоплений людьми Гелона. Той вирішив замаскувати своїх людей під союзних Карфагену греків.
На світанку вершники Гелона досягли карфагенського морського табору і були туди допущені. Після цього армія Гелона вирушила на сухопутний карфагенський табір. Ферон та його армія залишилася в Гімері. Карфагенська армія покинула табір та посіла позиції на пагорбі. Боротьба була жорстокою і довгою, і жодна із сторін не отримала переваги.
Замасковані грецькі вершники вбили Гамількара, який готував жертву богам, і потім підпалили викинуті на берег суда, викликавши хаос у морському таборі. Карфагеняни відступили до суден, деякі з яких змогли залишити місце сутички. Але елітні карфагенські воїни не залишили поле бою і були повністю перебиті. Коли новини про смерть Гамількара і підпал суден досягли армій, що боролися, греки змогли перемогти карфагенян, які втекли до свого табору.
Армія Гелона штурмувала карфагенський табір, але греки віддалися пограбуванню. Іберійці напали на загони, що розпалися, завдавши серйозних втрат. У цьому критичному становищі Ферон вирішив розпочати бій. Він атакував фланг і тил іберійців у таборі і підпалив намети. Ті відступили до суден, що залишилися. Інші карфагенські воїни залишили табір і відступили до безводного пагорба, але зрештою були змушені здатися.
Половина карфагенської армії загинула, більша частина флоту була спалена, грекам дісталася багата здобич.

## Наслідки
Сицилійські тирани не стали атакувати після битви Гімеру та карфагенську територію в Сицилії, оскільки їхній супротивник підготувався до грецького вторгнення та зміцнив міські стіни. Карфаген заплатив 2000 срібних талантів як компенсацію, встановив два пам'ятники на згадку про битву, але не втратив своєї території. Грецька культура та торгівля продовжували процвітати у Сицилії, а боротьба між тиранами гарантувала збереження миру.
Карфаген зосередився на тому, щоб продовжувати територіальну експансію в Африці, залишивши Сицилію у спокої на 70 років.